# Апричена
Апричена (італ. Apricena) — муніципалітет в Італії, у регіоні Апулія,  провінція Фоджа.
Апричена розташована на відстані близько 250 км на схід від Рима, 140 км на північний захід від Барі, 36 км на північ від Фоджі.
Населення — 13 446 осіб (2014).
Щорічний фестиваль відбувається останньої неділі травня. Покровитель — Maria Santissima Incoronata.

## Демографія
Населення за роками:

Станом на 1 січня 2023 року в муніципалітеті офіційно проживали 683 іноземці з 33 країн, серед них 300 громадян країн Євросоюзу та 22 громадяни України.

## Сусідні муніципалітети
- Лезіна
- Поджо-Імперіале
- Риньяно-Гарганіко
- Сан-Марко-ін-Ламіс
- Сан-Паоло-ді-Чивітате
- Сан-Северо
- Сан-Нікандро-Гарганіко